# Мікадо китайський

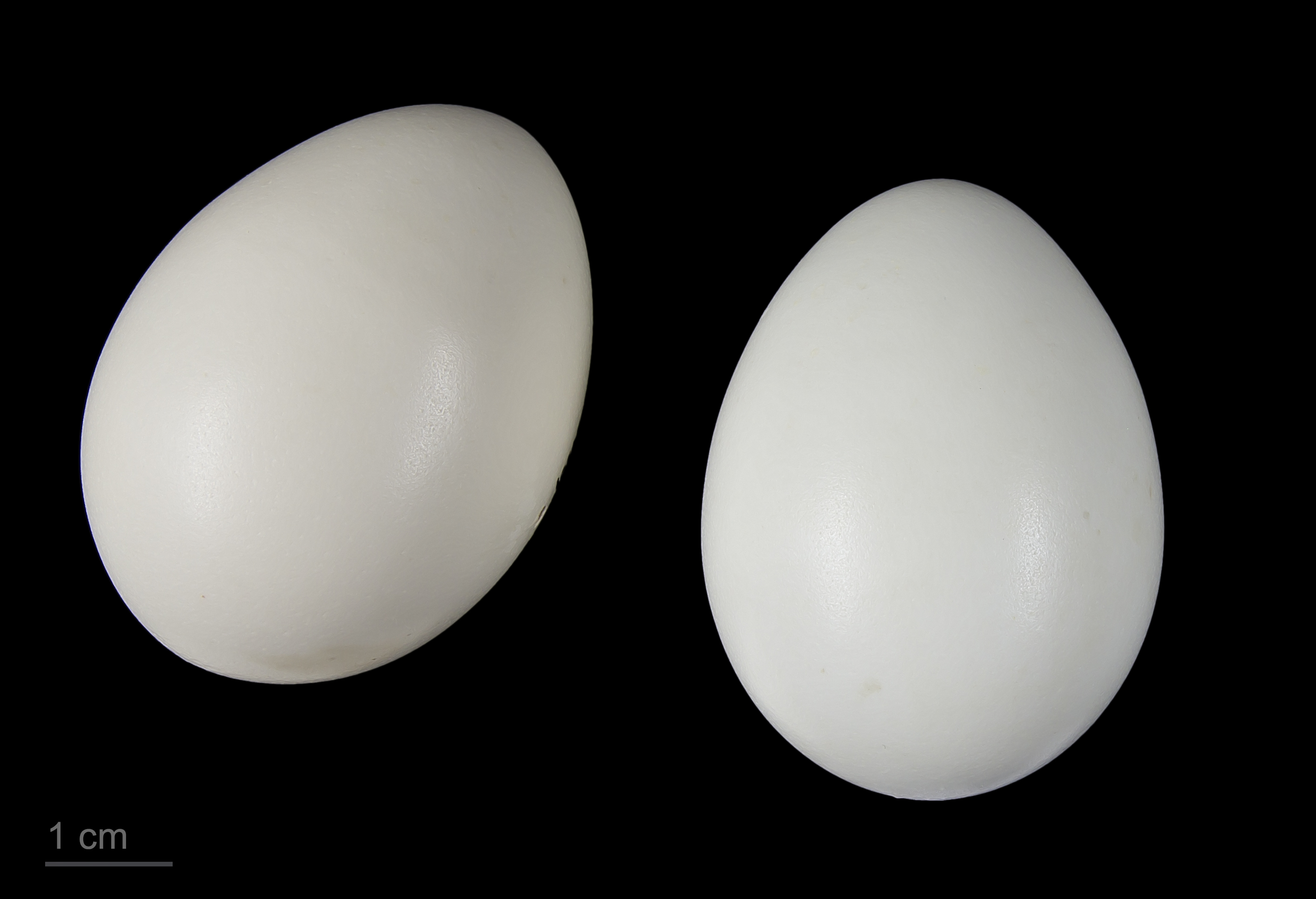
яйце Syrmaticus reevesii - Тулузький музей

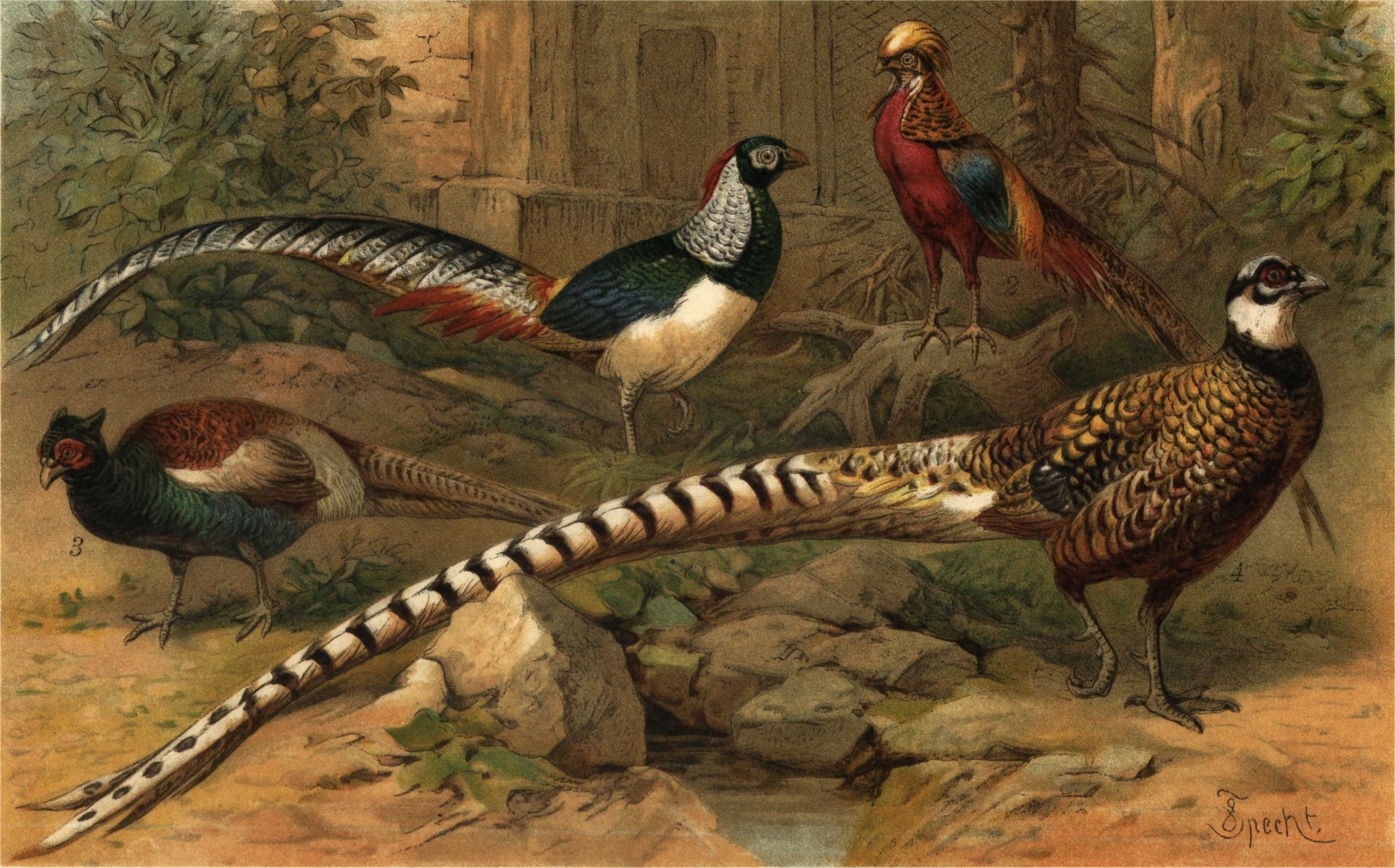
Самець китайського мікадо (на передньому плані) разом з фазанами інших видів

Мікадо китайський (Syrmaticus reevesi) — птах родини фазанові (Phasianidae) ряду  куроподібних (Galliformes). Один з національних символів Непалу. В англійській мові називають на честь британського натураліста Джона Рівза (John Reeves), який перший в Європі (у 1831 році) дослідив життя цього виду фазанів.

## Опис птаха
Довжина самця близько 210 см, хвіст 100—160 см, максимальна довжина може досягати 173 см.

Довжина самиці 75 см, хвіст 35-46 см.

## Ареал проживання
Розповсюджений в гірських лісах Північного і Середнього Китаю на висоті від 300 до 1800 м над рівнем моря.

## Спосіб життя
Яйцекладка триває з березня до червня. Декоративний птах часто утримується в зоопарках і птахолюбами-любителями. Не вибагливі до умов утримання.